# Paul Laux
Paul Laux (Weimar, 11 novembre 1887 – Riga, 2 settembre 1944) è stato un generale tedesco durante la seconda guerra mondiale.

## Biografia
Promosso maggiore generale il 1 aprile 1938, Laux prese quindi il comando della 10. Division che si trovava a Passavia. Il 18 marzo precedente, alcune di queste truppe erano state tra quelle che avevano raggiunto ed occupato Vienna, annettendo de facto l'Austria al Terzo Reich.
Nel marzo del 1939, mentre i nazionalsocialisti e l’85. Infanterie-Regiment commemoravano gli eroi caduti sulla piazza della Cattedrale di Passavia, Laux lodò pubblicamente Adolf Hitler con un discorso. Poco dopo, i suoi uomini si apprestarono a invadere la Boemia. Il 13 aprile di quello stesso anno, Laux sempre a Passavia celebrò l'anniversario dell'annessione con grandi festeggiamenti cittadini.
Dopo questi atti, divenne comandante della 126. Infanterie-Division ed ebbe l'ordine di invadere l'Unione Sovietica.
Il 29 agosto 1944 Paul Laux, durante un volo di ricognizione a bordo del suo velivolo, si schiantò al suolo ma riuscì a sopravvivere all'impatto, solo poi per morire in ospedale il 2 settembre di quello stesso anno a causa delle ferite riportate.